# Maromokotro
Der Maromokotro ist mit einer Höhe von 2876 Metern der höchste Berg Madagaskars. Er befindet sich im Tsaratanana-Massiv, das zum Teil vulkanischen Ursprungs ist, im Norden der Insel.